# وليام واطسون
وليام واطسون (1858-1925) (بالإنجليزية: William Watson)‏ هو عالم نبات بريطاني.